# صموئيل كرام جاكسون
صموئيل كرام جاكسون (بالإنجليزية: Samuel Cram Jackson)‏ هو قسيس وأمين مكتبة أمريكي، ولد في 13 مارس 1802 في دورست في الولايات المتحدة، وتوفي في 26 يوليو 1878.